# Anthology: Set the World Afire
Anthology: Set the World Afire är ett samlingsalbum med Megadeth, släppt den 30 september 2008 på Capitol Records. Det är ett dubbelalbum med totalt 35 spår, varav tre outgivna låtar i demo- liveversioner där originalen dock givits ut tidigare. Anthology: Set the World Afire räknas som gruppens tredje greatest hits-album och sålde drygt 2600 exemplar första veckan i USA.

## Låtlista

### CD 1
1. "Mechanix" (Dave Mustaine; från albumet Killing Is My Business... And Business Is Good!) – 4:22
2. "Rattlehead" (Dave Mustaine; från albumet Killing Is My Business... And Business Is Good!) – 3:43
3. "Peace Sells" (Dave Mustaine; från albumet Peace Sells... But Who's Buying?) – 4:03
4. "Wake Up Dead" (Dave Mustaine; från albumet Peace Sells... But Who's Buying?) – 3:40
5. "Devil's Island" (Dave Mustaine; från albumet Peace Sells... But Who's Buying?) – 5:05
6. "Anarchy in the U.K." (Sex Pistols-cover; från albumet So Far, So Good... So What!) – 3:01
7. "Set the World Afire" (Dave Mustaine; från albumet So Far, So Good... So What!) – 5:48
8. "Into the Lungs of Hell" (instrumental) (Dave Mustaine; från albumet So Far, So Good... So What!) – 3:22
9. "In My Darkest Hour" (Dave Mustaine, David Ellefson; från albumet So Far, So Good... So What!) – 6:26
10. "Holy Wars... The Punishment Due" (Dave Mustaine; från albumet Rust in Peace) – 6:32
11. "Tornado of Souls" (Dave Mustaine, David Ellefson; från albumet Rust in Peace) – 5:19
12. "Hangar 18" (Dave Mustaine; från albumet Rust in Peace) – 5:14
13. "Take No Prisoners" (Dave Mustaine; från albumet Rust in Peace) – 3:26
14. "Go to Hell" (Dave Mustaine, Marty Friedman, David Ellefson, Nick Menza; från EP:n Hidden Treasures) – 4:36
15. "Sweating Bullets" (Dave Mustaine; från albumet Countdown to Extinction) – 5:26
16. "Crown of Worms" (Mustaine, Sean Harris; b-sida till Countdown to Extinction) – 3:17
17. "High Speed Dirt" (demo) (Dave Mustaine, David Ellefson; tidigare outgiven låt från 1992) – 4:46

### CD 2
1. "Skin o' My Teeth" (Dave Mustaine; från albumet Countdown to Extinction) – 3:14
2. "Ashes in Your Mouth" (Dave Mustaine, Marty Friedman, David Ellefson, Nick Menza; från albumet Countdown to Extinction) – 6:10
3. "Breakpoint" (Dave Mustaine, David Ellefson, Nick Menza; från EP:n Hidden Treasures) – 3:29
4. "Angry Again" (Dave Mustaine; från EP:n Hidden Treasures) – 3:47
5. "Train of Consequences" (Dave Mustaine; från albumet Youthanasia) – 3:26
6. "Reckoning Day" (live) (Dave Mustaine, David Ellefson, Marty Friedman; från EP:n Live Trax) – 4:34
7. "À Tout le Monde" (Dave Mustaine; från albumet Youthanasia) – 4:28
8. "The Killing Road" (Dave Mustaine; från albumet Youthanasia) – 3:57
9. "New World Order" (Dave Mustaine, Nick Menza, Marty Friedman, David Ellefson; från soundtracket Duke Nukem: Music to Score By) – 3:47
10. "Trust" (Dave Mustaine, Marty Friedman; från albumet Cryptic Writings) – 5:12
11. "She-Wolf" (Dave Mustaine; från albumet Cryptic Writings) – 3:38
12. "Insomnia" (Dave Mustaine; från abumet Risk) – 4:15
13. "Prince of Darkness" (Dave Mustaine, Marty Friedman; från albumet Risk) – 6:26
14. "Kill the King" (Dave Mustaine; från albumet Capitol Punishment: The Megadeth Years) – 3:46
15. "Dread and the Fugitive Mind" (Dave Mustaine; från albumen Capitol Punishment & The World Needs a Hero) – 4:25
16. "Foreclosure of a Dream" (Dave Mustaine, David Ellefson; från albumet Countdown to Extinction) – 4:17
17. "Symphony of Destruction" (live) (Dave Mustaine; tidigare outgiven) – 4:08
18. "Peace Sells" (live) 	(Dave Mustaine; tidigare outgiven) – 4:16